# Mario Fabiani
Mario Fabiani (Empoli, 9 febbraio 1912 – Firenze, 13 febbraio 1974) è stato un politico italiano, antifascista, dirigente di primo piano della Resistenza in Toscana, dal 1946 al 1951 primo sindaco eletto di Firenze dopo la guerra, presidente della provincia di Firenze dal 1951 al 1962, senatore del PCI dal 1963 al 1974.

## Biografia

### Giovinezza
Figlio di Raffaello Fabiani e di Ida Berlincioni, Mario Fabiani fece le prime quattro classi delle elementari e poi superò la prova d'ammissione alla prima classe dell'Istituto tecnico, che però frequentò solo per alcuni mesi. Suo padre era proprietario ad Empoli di una piccola bottega, nella quale, fin da piccolo, Mario era stato utilizzato per commissioni e in compiti di modesta contabilità interna.
All'età di diciassette anni Mario Fabiani venne assunto dalla ditta Rigoli di Empoli, nella quale svolse mansioni di rappresentante di generi alimentari, prevalentemente nella zona di Colle Val D'Elsa e Poggibonsi. Entrato nel movimento giovanile comunista empolese nel 1929, su iniziativa del cugino Paolo Vezzi, Fabiani ne divenne in breve tempo il principale esponente. La Fgci contava allora a Empoli circa duecento iscritti, non pochi per le dimensioni della cittadina.

### Gli anni trenta e il carcere
Fu, prima nella veste di responsabile dei giovani comunisti e poi di segretario del Partito comunista d'Italia, che nel 1930 e nel 1931 Fabiani organizzò a Empoli, in occasione delle ricorrenze del 1º maggio e del 7 novembre (anniversario della rivoluzione d'ottobre), manifestazioni antifasciste che ebbero una riuscita particolarmente confortante e un'eco nazionale, tanto da venir ricordate, in sede storiografica, come i "nuovi fatti di Empoli", dopo quelli, più celebri, del marzo 1921.
Nel marzo-aprile 1931 vi fu in città un'ondata di arresti, che portò in carcere o costrinse alla fuga praticamente la totalità del gruppo dirigente comunista empolese.
Fu così che Fabiani si trovò, giovanissimo, a prendere le redini del PCI di Empoli.
Lo storico Ernesto Ragionieri, in un saggio su Fabiani pubblicato nel 1974, ebbe ad affermare che Empoli, che poteva allora contare su centinaia di attivi militanti comunisti, rappresentò negli anni trenta “un caso abnorme in un paese come l'Italia”: infatti, su scala nazionale, nel 1931 il PCI non superava i tremila iscritti. Lo stesso Fabiani, in una testimonianza resa nel 1972 assieme ad altri due noti antifascisti empolesi, Remo Scappini e Jaurès Busoni, nati rispettivamente nel 1908 e nel 1901, ricordò, con evidente orgoglio per la propria terra d'origine, che in ognuno degli anni dal 1926 al 1943, vi fu almeno un empolese processato al Tribunale Speciale.
La grande forza di cui il PCI disponeva a Empoli, indusse il giovane Fabiani e altri dirigenti a concepire l'idea di compiere un'insurrezione a livello locale, da portare avanti con le armi strappate alle organizzazioni militari fasciste del posto. Tale iniziativa venne però ritenuta prematura dal centro del PCI, che quindi la bloccò. Alla fine del 1931, Fabiani, consapevole d'essere nel mirino delle autorità fasciste, si spostò a Poggibonsi, dove lavorò per breve tempo come impiegato nella ditta di generi alimentari Pompilio Macchi.
Poco dopo, obbedendo a una richiesta del centro del partito, espatriò clandestinamente, per sottrarsi ad un ormai sempre più probabile arresto. Nel dicembre 1931, Fabiani raggiunse a Parigi il centro estero del PCI. Successivamente, nel maggio del 1932, approdò a Mosca. Lì frequentò la scuola leninista, seguendo tra le altre cose le lezioni di Giuseppe Rossi, futuro segretario della Federazione fiorentina del PCI.
Nell'estate del 1933 Fabiani fu mandato all'Internazionale giovanile comunista, in qualità di aiuto del rappresentante italiano dell'organizzazione. In seguito fu di nuovo a Parigi, da dove, a partire dall'estate del 1933, compì varie missioni clandestine in Italia, in particolare nelle zone attorno a Modena e a Bologna.
Fu proprio a Bologna che, il 16 dicembre 1934 Fabiani, a seguito di una delazione, venne arrestato. In precedenza, nell'agosto del 1934, Fabiani si era brevemente incontrato ad Empoli con un cugino, il già citato antifascista Paolo Vezzi. Nei mesi precedenti al suo arresto Fabiani si era dedicato a svolgere opera di reclutamento tra i giovani e ad attuare azioni disgregatrici all'interno delle organizzazioni fasciste: il dopolavoro, i sindacati, le associazioni sportive e culturali. Dopo averlo catturato, il Tribunale Speciale fascista lo condannò a ventidue anni di carcere.
Fabiani passò in carcere nove anni, dal 1934 al 1943, Scappini altrettanti, dal 1933 al 1942. Busoni scontò tre anni di carcere e cinque di confino.
Fabiani scontò la pena inizialmente nel carcere di Regina Coeli, poi a Castelfranco Emilia, dove arrivò il 4 marzo 1936, e a Civitavecchia. Infine, dopo il 25 luglio 1943, fu recluso nella prigione di San Gimignano. A Castelfranco Emilia ebbe come compagni di detenzione molti altri antifascisti, alcuni dei quali di Empoli. Durante la prigionia Fabiani arricchì il proprio bagaglio culturale con la lettura anche di autori non marxisti (Carlo Pisacane, Benedetto Croce, Francesco De Sanctis). In prigione studiò molto: lingua, letteratura, storia, economia, diritto. Di Fabiani molti ricordano la riflessività, la metodicità, l'autocontrollo, la capacità di non trascendere.

### Scarcerazione
Fabiani riacquistò la libertà nell'agosto del 1943. Una volta scarcerato, fece ritorno a Empoli, e subito, con Giuseppe Rossi, Faliero Pucci e altri compagni usciti dal carcere, prese contatti con il gruppo dirigente del PCI di Firenze, stabilendo nel capoluogo toscano il proprio centro d'azione politica.
Proprio insieme a Rossi (Rossi, operaio edile e poi minatore, condannato nel 1937 dal Tribunale Speciale a 14 anni di carcere, rinchiuso in carcere fino al 25 luglio 1943, nello stesso carcere aveva fatto la conoscenza di Fabiani; dopo la sua uscita di galera divenne segretario della federazione fiorentina del PCI; in seguito sarebbe stato eletto nel 1946 deputato alla Costituente per il PCI e senatore nell'aprile 1948, se non fosse morto a quarantaquattro anni nell'agosto di quello stesso anno), Fabiani fu uno dei principali organizzatori comunisti della Resistenza a Firenze e in Toscana.
All'interno del comitato cittadino gli venne affidato il compito di seguire la situazione delle fabbriche, lavoro che svolse assieme ad Alfredo Mazzoni, Leo Negro ed altri.
Quando l'11 settembre 1943 Firenze fu occupata dai tedeschi, il Comitato Toscano di Liberazione Nazionale (CTLN) entrò in clandestinità. Fabiani divenne nuovamente a tutti gli effetti un ricercato politico. In questo periodo egli abitò nella casa della fidanzata e sua futura moglie Mara Bechelli, figlia dell'antifascista Renato Bechelli. A Firenze, i bandi di arruolamento della Repubblica Sociale Italiana ebbero subito adesione assai scarsa.
Intanto l'organizzazione partigiana guadagnava in città effettivi e mordente. Parallelamente il movimento clandestino nelle fabbriche, colpite nel dicembre 1943 da una raffica di licenziamenti, specialmente ai danni di coloro che avevano rifiutato il trasferimento al Nord, si preparava per la sua prova più impegnativa: il grande sciopero del 3 marzo 1944.
In vista della manifestazione, Fabiani tenne numerosi incontri con i comitati clandestini delle fabbriche, allo scopo di convincere gli operai che era opportuno, anzi necessario, compiere questo passo. Antonio Roasio e Alfredo Mazzoni ricordano che grande fu l'impulso dato da Fabiani, affinché lo sciopero riuscisse e fosse compatto. L'ordine dello sciopero fu diramato il 3 marzo 1944 dal comitato d'agitazione diretto, tra gli altri da Mario Fabiani, Alfredo Mazzoni e Leo Negro. Quasi tutti gli stabilimenti cittadini furono bloccati dallo sciopero: Manifattura Tabacchi, Galileo, Pignone, Ginori, Superpila, Vallecchi e tanti altri siti produttivi minori. Le sigaraie, coraggiosamente, si posero in testa allo sciopero, e gridarono in faccia a Raffaele Manganiello, ex gerarca fascista nominato il 1º ottobre 1943 capo della provincia di Firenze: "Abbiamo fame, vogliamo la pace, e non vogliamo che i nostri figli siano mandati a morire per Hitler!"

### Sciopero del 1944
Lo sciopero del 1944 fu un momento di svolta. Dopo questa iniziativa, e nonostante la violenta reazione nazifascista, la classe operaia fiorentina riprese coraggio e fiducia in se stessa. Durante una sua missione come ispettore presso una brigata partigiana di nuova formazione, operante nel Mugello, Fabiani cadde in un rastrellamento. Fortunatamente fu riconosciuto da un medico empolese che lo aiutò a fuggire e a tornare a Firenze.

### Dopo la liberazione di Firenze
Avvenuta la liberazione di Firenze nell'agosto del 1944, il CTLN designò Fabiani come membro della Giunta di Liberazione di Firenze, anche se l'incarico di vicesindaco venne assegnato in un primo tempo a Renato Bitossi. Trovandosi però Bitossi ancora in territorio occupato dai tedeschi, il posto di vicensindaco nella giunta della liberazione venne ricoperto prima da Bruno Somigli e poi dallo stesso Fabiani, che in un documento del 27 agosto 1944 risulta già contitolare di questa carica insieme ad Adone Zoli, della DC.
In questa giunta Mario Fabiani fu oltre che vicesindaco anche assessore al personale e presidente della commissione per l'epurazione dei dipendenti comunali, centonovanta dei quali, per decisione delle autorità militari alleate, vennero allontanati dal servizio, in quanto ritenuti compromessi col fascismo. In questo periodo Fabiani firmò anche diversi articoli sul quotidiano del CTLN, La Nazione del Popolo.
La giunta della liberazione era presieduta da Gaetano Pieraccini: medico prestigioso, ex parlamentare socialista di stampo riformista, e nel 1947 seguace di Giuseppe Saragat nella creazione del Partito Socialista dei Lavoratori Italiani, poi diventato Partito Socialista Democratico Italiano. Pieraccini e i suoi collaboratori dovevano fare i conti con i vincoli posti alla loro attività dal prefetto Giulio Paternò, inviato da Roma su indicazione degli alleati.
La situazione era difficile e Fabiani non peccò mai di scarso realismo. Scrisse sulla Nazione del Popolo del 25 febbraio 1945: «È estremamente difficile oggi risalire la corrente. Non vogliamo illuderci né illudere il popolo. Non vogliamo assumere atteggiamenti demagogici perché gli applausi non ci farebbero compiere un solo passo innanzi. Vogliamo semplicemente considerare la realtà come essa è e fare il possibile per soddisfare i bisogni del popolo e tutelarne gli interessi».

### Elezioni e referendum del 2 giugno 1946
Alle elezioni amministrative del 1946 e al contestuale referendum sulla forma istituzionale dello Stato furono chiamati 273.425 fiorentini, su un totale di 361.954 residenti. I risultati del referendum furono nettamente a favore della Repubblica. Il risultato politico riservò invece delle sorprese. Le forze di sinistra (PCI, PSIUP, PRI e Pd'A) ottennero la maggioranza assoluta, ma non andarono oltre il 55,2%. Il Pd'A, i cui uomini avevano dato un contributo forte alla Resistenza fiorentina, prese appena l'1,8%.
Le successive elezioni comunali del 10 novembre 1946 si tennero a Firenze con sistema proporzionale. Il PCI, il PSIUP e il PRI ottennero insieme 35 seggi (23 il PCI, 11 il PSIUP e 1 il PRI). Il Pd'A nessun seggio. Le forze di opposizione (DC, Fronte dell'Uomo Qualunque, PLI) conquistarono 25 seggi.
La vittoria dei comunisti, che avanzarono di circa sette punti percentuali rispetto alle elezioni del 2 giugno, fu clamorosa.

### Sindaco di Firenze
Fabiani risultò di gran lunga il primo degli eletti in termini di preferenze. La sua elezione a sindaco di Firenze fu pertanto subito scontata. Il 12 novembre 1946 Fabiani parlò in piazza della Signoria davanti a cinquantamila persone. Eletto sindaco dal consiglio comunale, formò una giunta PCI-PSI-PRI-PdA. Fabiani divenne così il primo sindaco di Firenze espresso da un consiglio comunale democraticamente eletto.
Nella veste di primo cittadino, gestì la ricostruzione postbellica di Firenze, elaborò il piano regolatore generale (approvato dal consiglio comunale nel 1951) e portò il bilancio comunale in pareggio, risanando un disavanzo di 800 milioni di lire. Fabiani rimase sindaco fino alle elezioni amministrative del 1951, quando, nelle elezioni tenutesi con sistema maggioritario (una legge elettorale truffaldina, la definirà Ernesto Ragionieri), lo schieramento PCI-PSI, che puntava su di lui, venne sconfitto di misura (meno di 10.000 voti) dallo schieramento centrista DC-PSLI-PRI-PLI, che candidava come sindaco Giorgio La Pira, che sarà sindaco di Firenze dal 1951 al 1964.
Sebbene non più da sindaco, Fabiani continuò a far parte del consiglio comunale di Firenze anche negli anni Sessanta. Alle comunali fiorentine del 22-23 novembre 1964 il Pci si impose come partito di maggioranza relativa per la prima volta dal 1946: essendo risultato il candidato che aveva ottenuto più preferenze, Fabiani presiedette in qualità di consigliere anziano la prima seduta del nuovo consiglio comunale, che nel marzo 1965, dopo un lungo stallo dovuto a contrasti tra socialisti e democristiani che furono alla fine sciolti in sede romana, elesse sindaco Lelio Lagorio del Psi, alla guida di una giunta di centrosinistra Dc-Psi-Psdi.
Per la sovrana disinvoltura con cui si muoveva nel governo della città e nel disbrigo delle questioni amministrative, e per l'immensa popolarità di cui godeva presso le masse fiorentine, Fabiani venne ribattezzato, ricordò Ernesto Ragionieri, Il Granduca.

### Presidente della Provincia di Firenze
Il 1951 è anche l'anno di elezione di Mario Fabiani a presidente della Provincia di Firenze, carica che manterrà fino al 1962, quando si dimetterà per essere rimpiazzato da Elio Gabbuggiani, anch'egli del PCI e futuro sindaco di Firenze (dal 1975 al 1983).
Fabiani, durante e anche dopo il suo mandato di presidente provinciale, fu consigliere comunale e guida morale e politica dell'opposizione comunista a Palazzo Vecchio. Fu uno dei fondatori dell'Istituto Storico della Resistenza in Toscana, che nacque il 24 ottobre 1953.
Poco prima del congresso provinciale del PCI tenuto a Rifredi nel novembre 1956, Mario Fabiani divenne segretario della federazione fiorentina del partito, sostituendo Guido Mazzoni. A Firenze c'era un clima teso: Mazzoni, segretario da molti anni, era al centro delle sempre più aspre critiche dei dirigenti che chiedevano con forza un sollecito rinnovamento (tra questi Mario Fabiani e il segretario regionale del PCI Vittorio Bardini).
Fu Togliatti in persona, dopo un colloquio con Cesare Luporini recatosi a Roma per illustrargli i termini della delicata situazione fiorentina, a decidere la rimozione immediata di Guido Mazzoni dalla carica, senza attendere lo svolgimento del congresso. A spiegare la decisione all'interessato la direzione nazionale inviò Giorgio Amendola. Amendola rievoca il drammatico colloquio con Mazzoni nel libro-intervista Il rinnovamento del PCI. Al momento del congresso, che conferma Fabiani segretario, entrano nella segreteria di federazione Alberto Cecchi, Carlo Galluzzi, Roberto Marmugi, Silvano Peruzzi. Sempre Amendola indica in Cecchi, Galluzzi e Marmugi gli animatori di un congresso che egli definisce tumultuoso, nonostante il cambio di Mazzoni fosse stato attuato proprio per arrivare al congresso in condizioni di minore agitazione.

### Senatore
Fabiani fu eletto tre volte senatore nelle liste del PCI: nel 1963, nel 1968 e nel 1972. Nel 1966, da consigliere comunale e senatore, nei giorni tragici dell'alluvione di Firenze, fu punto di riferimento insostituibile per migliaia di cittadini fiorentini. Da presidente della provincia di Firenze, Fabiani dette un impulso fondamentale alla nascita della Unione regionale delle province toscane (Urpt) e della rivista La regione, pubblicazione dedicata alla riflessione sul futuro delle autonomie locali nel sistema istituzionale italiano.
Critico da sempre delle degenerazioni staliniste e della natura oppressiva del comunismo sovietico, Fabiani, dopo la svolta di Kruscev nel 1956, fu tra i più accesi fautori della necessità di fare i conti fino in fondo con lo stalinismo, e tra coloro che maggiormente tentarono di assecondare la spinta al cambiamento derivante dalla requisitoria kruscioviana.
Il 10 novembre 1961, in una riunione del comitato centrale del PCI svoltasi all'indomani del XXII congresso del Pcus, assise nelle quali Kruscev aveva rinnovato, intensificandole, le critiche all'operato di Stalin e degli stalinisti, particolarmente degni di nota furono gli interventi di Mario Fabiani e di Antonello Trombadori. Aldo Agosti, nella sua biografia di Togliatti definisce addirittura "dirompenti" i discorsi pronunciati da Fabiani e Trombadori. Quella seduta del comitato centrale del PCI, giova rammentarlo, passerà alla storia come la circostanza nella quale con maggior evidenza si palesò il contrasto tra la linea pro-rinnovamento di Amendola e quella sostanzialmente continuista di Togliatti.

### Morte

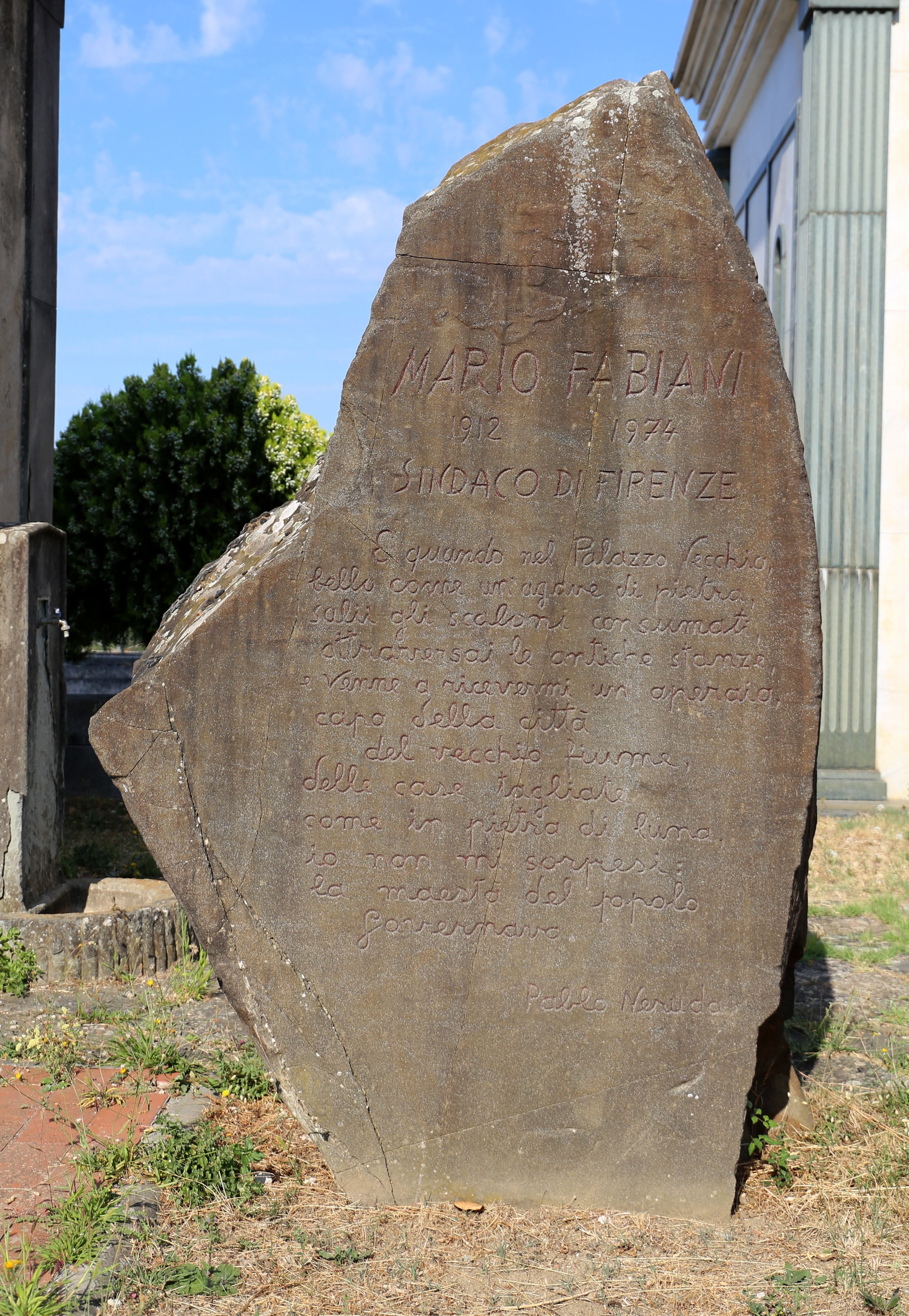
La tomba a Trespiano

Fabiani morì sessantaduenne il 13 febbraio 1974, alle ore 17:25, nella sua casa di Firenze. La morte colse un uomo ancora relativamente giovane il quale, si disse da più parti, aveva usato "senza risparmio, un fisico duramente provato dai maltrattamenti subiti dopo il suo arresto, nel 1934, e durante la lunga reclusione cui l'aveva condannato il tribunale speciale fascista. La fine è sopravvenuta dopo diverse malattie, per complicazioni cardio-circolatorie; dall'ospedale dell'alta Italia, dove negli ultimi giorni si erano tentate nuove cure, Fabiani è stato portato, oramai agli estremi, nella casa dove è spirato."
Al momento della morte, la mamma e i fratelli di Fabiani abitavano ancora ad Empoli. La cerimonia funebre in suo onore, svoltasi nel pomeriggio del 15 febbraio 1974, prese le mosse da via Alamanni, dove trovavasi la sede della federazione fiorentina del PCI e dove era stata allestita la camera ardente. Il corteo, aperto da una grande fotografia dello scomparso e dai gonfaloni di vari comuni e province, si concluse in piazza della Signoria, dove si ebbero i discorsi di rito. Quel giorno, dinanzi a una folle enorme, le orazioni ufficiali furono tenute dal sindaco di Firenze Luciano Bausi (DC); da Paolo Bufalini, in rappresentanza della direzione nazionale del PCI; da Remo Scappini, senatore del PCI ed ex combattente partigiano, particolarmente legato a Fabiani per le comuni origini empolesi; da Alberto Cecchi per la Federazione fiorentina del PCI e da Celso Banchelli, dirigente del PSI ed ex vicepresidente della provincia di Firenze.
Cecchi disse, tra le altre cose, che per Fabiani l'iniziativa unitaria fu ...più ancora che una politica studiata e imparata, un modo naturale di essere comunista. E gli avversari videro perciò sempre in [lui], sì, l'uomo di parte, fermo, deciso, ma mai l'uomo di una fazione, anzi sempre il potenziale tramite di un'amicizia, di un'alleanza da ricostruire. Il mattino del 15 febbraio 1975 si era svolta in Palazzo Vecchio una seduta straordinaria del consiglio comunale. Giancarlo Zoli, figlio di Adone ed esponente fiorentino della DC, disse che Fabiani "amava gli uomini e gli uomini lo amavano". Piero Pieralli, per il gruppo del PCI, disse: "Siamo fieri di ogni istante della sua vita". Su richiesta dei familiari, alla commemorazione in consiglio comunale non partecipò il gruppo del MSI.
È sepolto nel cimitero di Trespiano in Firenze.

## Omaggi

### Fabiani nel ricordo di Ragionieri
Ernesto Ragionieri raccontò che nelle sedi di partito Fabiani, nel 1956 ed anche successivamente, ogni volta che l'impeto rinnovatore di Krusciov sembrò attenuarsi o essere contraddetto, non lesinò mai giudizi sferzanti su quanto accadeva di negativo nei paesi del cosiddetto socialismo reale. Per Fabiani, rammentò sempre Ragionieri, il socialismo non poteva che realizzarsi in forme pienamente democratiche.
Per tutti questi motivi Ragionieri definì felicemente Fabiani un esponente della vecchia guardia che all'interno del partito fiorentino seppe essere uno "svoltista”, cioè un dirigente sempre pronto a impugnare per primo la bandiera del rinnovamento, sostenendo la necessità di un ampio ricambio dei quadri e di un più esteso e aperto dibattito politico. Fabiani, ricorda ancora Ragionieri, ritenne fondamentale per il PCI coltivare il rapporto con gli strati sociali intermedi, soprattutto in Firenze città, e con gli intellettuali, il cui apporto riteneva indispensabile per conquistare una vera egemonia nella società. Fabiani fu un innovatore e un uomo politico con idee d'avanguardia: rivolse critiche, anche pubbliche, alle storture del sistema sovietico assai prima della svolta del 1956, dimostrandosi in ciò un anticipatore. Inoltre, stando alla testimonianza di Bilenchi, Fabiani dichiarò molto presto di ritenere più giusto battersi per le riforme di struttura, piuttosto che per la rivoluzione.
Già nei primi anni cinquanta, del resto, egli vagheggiava la costituzione di un partito unico della classe operaia che portasse al superamento degli steccati creati tra socialisti e comunisti a partire dalla scissione del 1921. Da quanto scrive Bilenchi relativamente alle sue conversazioni con Fabiani, il pensiero di quest'ultimo si orientò precocemente in senso per così dire socialdemocratico: a tal punto che Fabiani immaginava fosse possibile per il fronte unito delle sinistre vincere democraticamente e senza traumi le elezioni politiche, conquistando la maggioranza dei consensi dei cittadini in modo da arrivare alla costituzione di un governo presieduto da Nenni e composto da socialisti e da tecnici, con l'appoggio, inizialmente esterno, del PCI.

### Neruda e Pratolini
Da senatore e membro degli organismi direttivi nazionali del PCI, Fabiani fu anche in prima fila nella battaglia per la valorizzazione degli enti locali e per l'istituzione delle regioni.
Famose le parole dedicate a Fabiani sindaco da due letterati, Pablo Neruda e Vasco Pratolini.
Recita la poesia di Neruda: E quando in Palazzo / Vecchio, bello come un'agave di pietra, / salii i gradini consunti, / attraversai le antiche stanze, / e uscì a ricevermi / un operaio, / capo della città, del vecchio fiume, / delle case tagliate come in pietra di luna, / io non me ne sorpresi: / la maestà del popolo governava. Pratolini scrisse: Il comunista Mario Fabiani, un impiegato poco più che trentenne, dalle spalle strette e dall'occhio pensoso, è Sindaco di Firenze.

### Fabiani nel ricordo di Bilenchi
Una volta, durante l'occupazione nazista a Firenze, Fabiani confidò sempre a Bilenchi: ...io preferisco la sincerità alle bugie e alla propaganda. Potrei essere preso e morire ed è bene che qualcuno sappia come la penso. Sono rimasto poco tempo nell'Unione Sovietica perché non ne potevo più. Sapevo che tornando in Italia sarei finito in galera, ma preferivo queste carceri: da quelle russe non sarei uscito vivo....
Fabiani era persona generosa. Sempre Bilenchi narrò di quando nel 1948 Fabiani intervenne in soccorso di Giorgio Almirante: ...un giorno, mi pare nel 1948, vidi Fabiani salvare Almirante, il quale, durante un comizio tenuto dalla Loggia dell'Orcagna, aveva insultato operai e ebrei che innalzavano cartelli con sopra scritti i nomi dei campi di sterminio nazisti. Almirante, ormai quasi raggiunto dalla folla che aveva travolto un cordone di giovani carabinieri, stava per essere linciato. Mario, che da una finestra di Palazzo Vecchio assisteva all'assalto, scese, disse timidamente due parole, si prese Almirante sotto braccio e lo portò via.... Mario Fabiani era noto per il rispetto che soleva nutrire verso le opinioni altrui.
Nel 1963 ebbe a dire: ...Io non sono mai stato persuaso che nelle parole dell'avversario ci fosse sempre l'errore, ho sempre avuto la convinzione che ascoltare l'avversario anche più lontano da noi potesse servire a ripensamenti più profondi delle nostre posizioni, e quindi ad un superamento di certi limiti che indubbiamente esistono in qualunque visione ed in qualunque impostazione programmatica di una politica....

### Giorgio La Pira
Bilenchi ricordò inoltre che, nel periodo di Giorgio La Pira sindaco, vi furono regolari incontri tra La Pira e Fabiani, incontri ai quali partecipavano solitamente anche Bilenchi e Tristano Codignola (La Pira chiamava questo gruppo la sua giunta parallela).
Bilenchi riferisce che alcune tra le più clamorose iniziative di La Pira, come la proposta di far convenire a Firenze i sindaci dell'Est europeo e i sindaci di città statunitensi, partirono da suggerimenti di Fabiani.
...Ci accomunava, dirà effettivamente La Pira commemorando Fabiani, l'idea che, in tempi di guerra fredda e di virulento scontro ideologico Est-Ovest, fosse necessario mettere Firenze a servizio della coesistenza pacifica, della unità e della giustizia dei popoli.
Per questo La Pira descriveva il suo ventennale rapporto con Fabiani come una convergenza operosa.

### Nel decennale della morte
Nel 1984, nel decennale della sua morte, venne pubblicata una biografia di Fabiani scritta da Serena Innamorati e promossa dall'amministrazione comunale allora guidata dal repubblicano Lando Conti. Il volume era chiuso da un lungo testo-ricordo (intitolato Un comunista) dello scrittore Romano Bilenchi. Bilenchi fu amico fraterno di Fabiani. Tra le altre cose egli riferì la reazione di Fabiani alla notizia della morte di Stalin, nel 1953: Era ora. È morto troppo tardi. È morto un dittatore. Questo disse Fabiani riservatamente a Bilenchi e ad Alfredo Mazzoni, anche se, commemorando Stalin in consiglio provinciale, non poté non celebrare il condottiero della guerra antifascista.